# Roshutsu
Roshutsu (露出）est un terme japonais désignant un certain genre pornographique en vogue au Japon et au cours duquel les acteurs de films pornographiques se déshabillent pour tourner entièrement dévêtus en extérieur, de préférence dans des lieux publics. Le roshutsu s'apparente au sokan (ソカン) tout en lui étant différent dans la mesure où le sokan implique qu'un acte sexuel se déroule en public alors que celui-ci n'existe pas (tout au moins en public) dans le roshutsu.